# 阿西夫·阿里·扎尔达里
阿西夫·阿里·扎尔达里（1955年7月26日—），巴基斯坦政治人物，現任巴基斯坦总统。他是巴基斯坦历史上第三位什叶派总统，也是首位二度当选的巴基斯坦总统。
他的妻子贝娜齐尔·布托为前巴基斯坦总理，2007年12月27日布托遇刺身亡之后，他成为巴基斯坦人民党联合主席。

## 生平
阿西夫·扎尔达里出生于巴基斯坦南部信德省的一个什叶派穆斯林家庭，其父哈金·扎尔达里是一名农学家，曾经4次当选巴基斯坦国民议会议员。1987年，他与前总统阿里·布托女儿贝娜齐尔·布托结婚，二人育有兩女一子，其中長子比拉瓦尔·布托·扎尔达里是現任巴基斯坦人民党联合主席和外交部部长，但扎尔达里是人民黨的主要實權領導人。
1990年布托首次下台以来多次遭到贪污、勒索、谋杀等罪名指控，尽管没有一项罪名被认定，但他在1990－1993年，1996－2004年被囚禁，前后在狱中度过11年多，2004年扎尔达里被保释出狱后与妻子布托流亡国外。

## 政治生涯
2007年10月5日，总统穆沙拉夫签署全国和解令赦免对布托的指控，扎尔达里随妻子布托回国。
2007年12月27日，时任巴基斯坦人民党联合会主席的贝·布托在拉瓦尔品第参加集会在时遇刺身亡，随后扎尔达里接替布托出任人民党联合主席一职，他的儿子比拉瓦尔·布托·扎尔达里出任人民党主席。

## 總統
2008年2月，人民党在巴议会选举中获胜，8月18日穆沙拉夫宣布辞去总统职务，8月23日巴基斯坦人民党宣布扎尔达里作为人民党候选人参加于9月举行的总统选举。
扎尔达里在9月6日举行的巴基斯坦总统选举中战胜了巴基斯坦穆斯林联盟 (谢里夫派)（Pakistan Muslim League-Nawaz Sharif，PML (N)）候选人赛义德乌兹扎曼·西迪基和穆斯林联盟领袖派候选人穆沙希德·侯赛因，以超过三分之二得票率当选巴基斯坦新总统。9月9日正式宣示就任巴基斯坦第11任总统，任期至2013年9月。

## 个人轶事
扎尔达里在贝娜齐尔·布托担任总理期间因涉嫌贪污，得外号“百分之十先生（Mr. 10 Percent）”，讽刺任何交易经手后都要收取10％的佣金。 有趣的是，菲律賓前總統費迪南德·馬可仕亦因相同原因而獲得此稱號。